# Harapankarya
Harapankarya is een bestuurslaag in het regentschap Pandeglang van de provincie Banten, Indonesië. Harapankarya telt 1622 inwoners (volkstelling 2010).